# Маунт-Вернон (Вашингтон)
Маунт-Вернон (англ. Mount Vernon) — місто (англ. city) в США, в окрузі Скеджіт штату Вашингтон. Населення — 35 219 осіб (2020).

## Географія
Маунт-Вернон розташований в північній частині штату Вашингтон, недалеко від Сієтла, за координатами 48°25′1″ пн. ш. 122°18′43″ зх. д. / 48.41694° пн. ш. 122.31194° зх. д. (48.417071, -122.311832).  Місто лежить в районі Північних Каскадних гір, на березі річки Скеджіт. За даними Бюро перепису населення США в 2010 році місто мало площу 32,66 км², з яких 31,86 км² — суходіл та 0,80 км² — водойми.

### Клімат
Місто знаходиться у зоні, котра характеризується середземноморським кліматом. Найтепліший місяць — серпень із середньою температурою 16.8 °C (62.3 °F). Найхолодніший місяць — січень, із середньою температурою 4.2 °С (39.6 °F).
| Клімат Маунт-Вернона    | Клімат Маунт-Вернона | Клімат Маунт-Вернона | Клімат Маунт-Вернона | Клімат Маунт-Вернона | Клімат Маунт-Вернона | Клімат Маунт-Вернона | Клімат Маунт-Вернона | Клімат Маунт-Вернона | Клімат Маунт-Вернона | Клімат Маунт-Вернона | Клімат Маунт-Вернона | Клімат Маунт-Вернона | Клімат Маунт-Вернона |
| Показник                | Січ.                 | Лют.                 | Бер.                 | Квіт.                | Трав.                | Черв.                | Лип.                 | Серп.                | Вер.                 | Жовт.                | Лист.                | Груд.                | Рік                  |
| Абсолютний максимум, °C | 18,9                 | 21,7                 | 26,7                 | 26,7                 | 31,7                 | 33,3                 | 34,4                 | 36,7                 | 31,7                 | 28,3                 | 21,7                 | 18,3                 | 36,7                 |
| Середній максимум, °C   | 7,5                  | 9,6                  | 11,6                 | 14,3                 | 17,7                 | 20,3                 | 22,9                 | 23,2                 | 20,3                 | 15,2                 | 10,4                 | 7,7                  | 15,1                 |
| Середня температура, °C | 4,2                  | 5,6                  | 7,2                  | 9,3                  | 12,4                 | 14,8                 | 16,6                 | 16,8                 | 14,3                 | 10,4                 | 6,8                  | 4,6                  | 10,3                 |
| Середній мінімум, °C    | 0,9                  | 1,7                  | 2,8                  | 4,4                  | 7,1                  | 9,3                  | 10,3                 | 10,5                 | 8,3                  | 5,5                  | 3,2                  | 1,4                  | 5,4                  |
| Абсолютний мінімум, °C  | −20                  | −13,3                | −12,8                | −3,9                 | 0                    | 3,3                  | 3,3                  | 2,2                  | −1,1                 | −7,2                 | −13,9                | −18,3                | −20                  |
| Норма опадів, мм        | 102                  | 72                   | 69                   | 62                   | 56                   | 47                   | 30                   | 38                   | 48                   | 82                   | 114                  | 104                  | 822                  |
| Днів з опадами          | 18                   | 15                   | 16                   | 14                   | 11                   | 10                   | 6                    | 6                    | 9                    | 14                   | 18                   | 18                   | 155                  |
| ----------------------- | -------------------- | -------------------- | -------------------- | -------------------- | -------------------- | -------------------- | -------------------- | -------------------- | -------------------- | -------------------- | -------------------- | -------------------- | -------------------- |
| Джерело: Weatherbase    |                      |                      |                      |                      |                      |                      |                      |                      |                      |                      |                      |                      |                      |

## Демографія

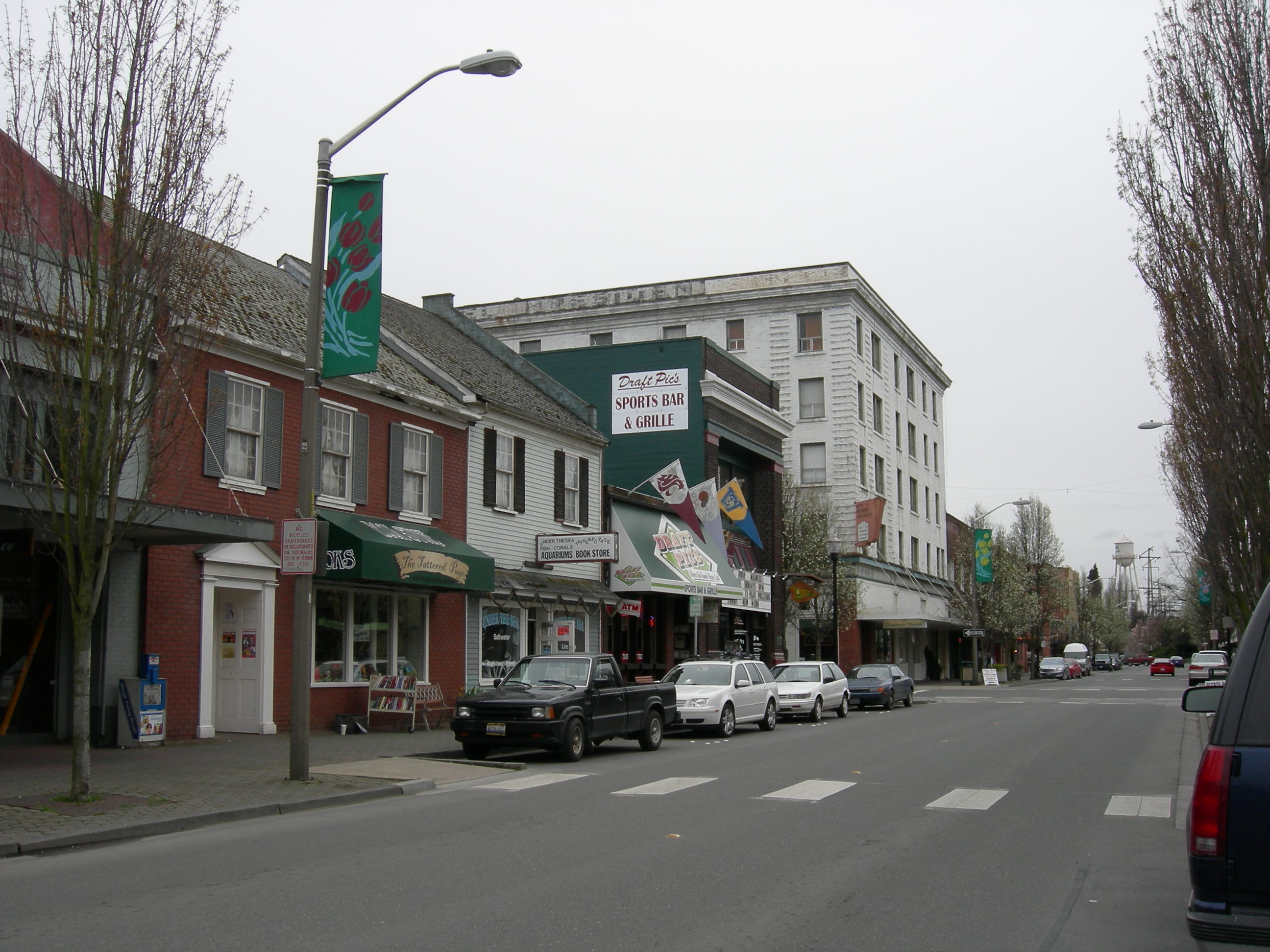
Одна з міських вулиць.

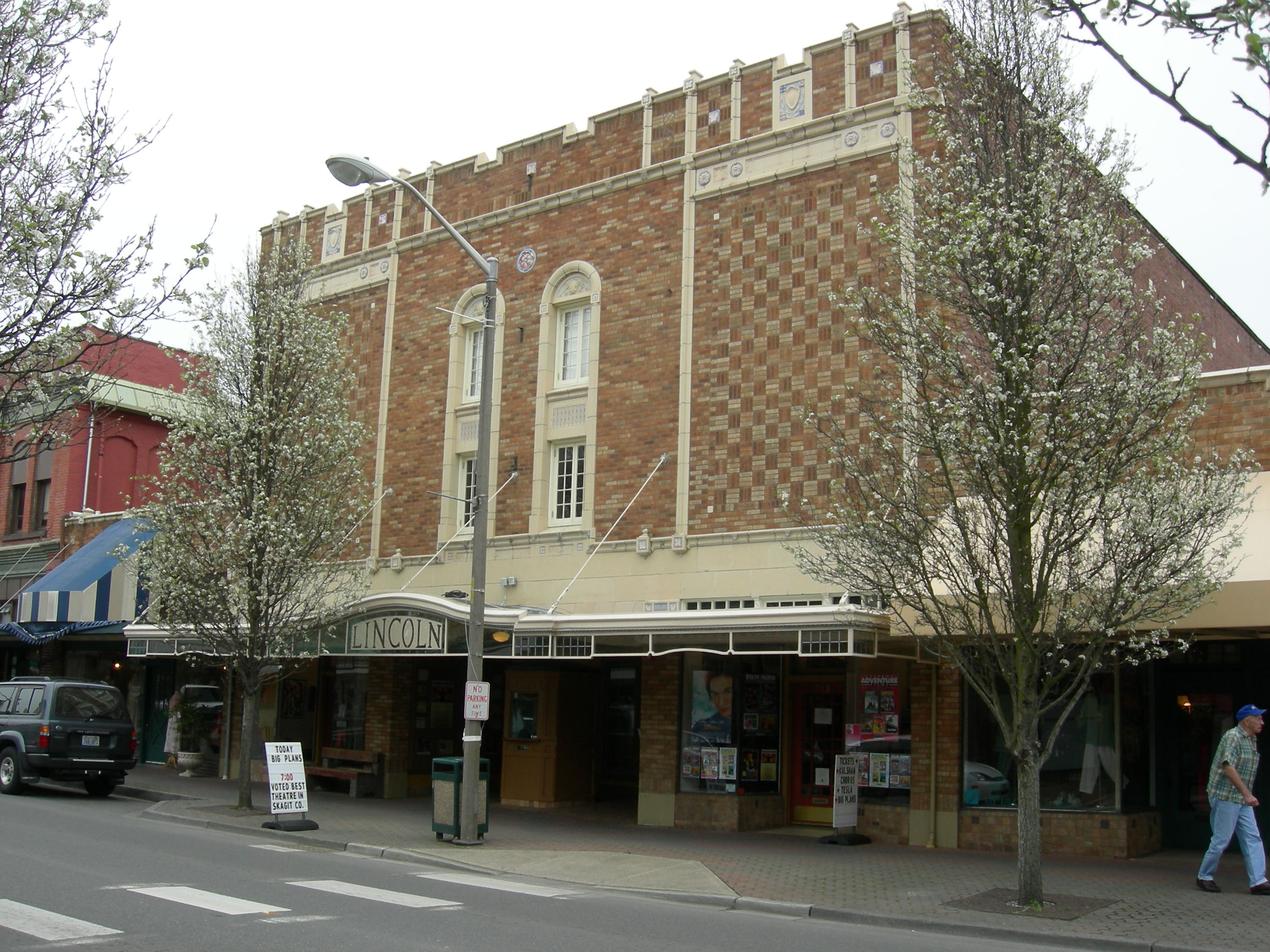
Будівля Лінкольн-театру.

Згідно з переписом 2010 року, у місті мешкали 31 743 особи в 11 342 домогосподарствах у складі 7443 родин. Густота населення становила 972 особи/км².  Було 12058 помешкань (369/км²).
Расовий склад населення:
| - 72,8 % — білих - 2,7 % — азіатів - 1,6 % — корінних американців - 1,0 % — чорних або афроамериканців - 0,2 % — вихідців з тихоокеанських островів - 17,6 % — осіб інших рас |

До двох чи більше рас належало 4,0 %. Частка іспаномовних становила 33,7 % від усіх жителів.
За віковим діапазоном населення розподілялося таким чином: 28,2 % — особи молодші 18 років, 59,1 % — особи у віці 18—64 років, 12,7 % — особи у віці 65 років та старші. Медіана віку мешканця становила 32,3 року. На 100 осіб жіночої статі у місті припадало 96,2 чоловіків;  на 100 жінок у віці від 18 років та старших — 94,3 чоловіків також старших 18 років.
Середній дохід на одне домашнє господарство  становив 61 414 долари США (медіана — 47 308), а середній дохід на одну сім'ю — 70 166 доларів (медіана — 53 807). Медіана доходів становила 42 558 доларів для чоловіків та 34 849 доларів для жінок. За межею бідності перебувало 21,9 % осіб, у тому числі 31,3 % дітей у віці до 18 років та 8,9 % осіб у віці 65 років та старших.
Цивільне працевлаштоване населення становило 14 302 особи. Основні галузі зайнятості: освіта, охорона здоров'я та соціальна допомога — 18,9 %, мистецтво, розваги та відпочинок — 15,1 %, роздрібна торгівля — 12,6 %, виробництво — 12,5 %.

## Транспорт
Через місто проходить залізниця.
Маунт-Вернон є також пунктом перетину декількох автомобільних трас, головною з яких є Interstate 5, що проходить по тихоокеанському узбережжю від Мексики до Канади.

## Відомі жителі та уродженці
- Гленн Бек — відомий американський теле-і радіоведучий
- Шеріл Бентін — американська джазова співачка
- Джеймс Кевізел — актор
- Скотт Клементс — професійний гравець в покер
- Марк Хендриксон — бейсболіст
- Крейг Келлі — сноубордист
- Кайл Кендрік — бейсболіст
- Грем Керр — кулінар, телеведучий
- Чад Ліндберг — актор
- Росс Метьюз — журналіст, актор телебачення
- Ті Джей Оші — професійний хокеїст, гравець НХЛ.

## Міста-побратими
- Чіллівак, Британська Колумбія, Канада[9][10]